# Peter Klag
Hans-Peter Klag (* 5. April 1952 in Worms; † 6. Januar 2023 in Eisenberg (Pfalz)) war ein deutscher Fußballspieler und -trainer.

## Karriere
Im Jahr 1962 begann Peter Klag mit dem Vereinsfußball beim VfR Wormatia Worms. 1970 rückte er in den Kader der Amateurmannschaft des Vereins auf. Bereits ein halbes Jahr später stand er im Kader der 1. Mannschaft (Regionalliga Südwest, damals zweithöchste Spielklasse) und hatte auf Anhieb regelmäßige Einsätze zu verzeichnen. 1974 qualifizierte er sich mit seinem Verein für die neu eingeführte 2. Bundesliga, aus der man nach einer Saison allerdings wieder abstieg. In der Amateurliga Südwest avancierte der in seiner Karriere meist im Mittelfeld spielende Klag sogar zum Torjäger: 1975/76 standen elf Tore in 32 Spielen zu Buche. Für den Wiederaufstieg reichte es erst im nächsten Jahr. Als Stammspieler hatte Peter Klag daran seinen Anteil. In den folgenden Jahren konnte sich Worms in der Liga etablieren, als beste Platzierung erreichte die Wormatia sogar einen dritten Platz (1978/79). 1981 qualifizierte sich der Klub für die eingleisige zweite Liga. In der Saison darauf folgte jedoch der Abstieg. Seitdem stieg Wormatia nicht mehr in den Profifußball auf. Peter Klag spielte noch drei Jahre in der Amateur-Oberliga für den Verein. Es schloss sich 1985 nahtlos eine Trainertätigkeit bei der 1b-Mannschaft an. Er war zudem fünfmal Interimstrainer bei der ersten Mannschaft. In den 1990er Jahren war er auch für mehrere andere Amateurvereine in der Region als Trainer tätig.

### Statistik
| Liga (Spielklasse) | Spiele (Tore) |
| ------------------ | ------------- |
| 2. Bundesliga (II) | 150 (23)      |
| Regionalliga (II)  | 088 (12)      |
| Amateurliga (III)  | 065 (16)      |
| Oberliga (III)     | 082 0(1)      |
| Wettbewerb         |               |
| DFB-Pokal          | 013 0(1)      |